# Episodi di Skam France
Elenco degli episodi della serie televisiva Skam France.
| nº                  | Titolo originale                           | Prima TV Francia |
| Prima stagione      | Prima stagione                             | Prima stagione   |
| ------------------- | ------------------------------------------ | ---------------- |
| 1                   | Seule au monde                             | 9 febbraio 2018  |
| 2                   | Ajouter un ami                             | 16 febbraio 2018 |
| 3                   | Un plan béton                              | 23 febbraio 2018 |
| 4                   | Passage à l’acte                           | 2 marzo 2018     |
| 5                   | Question de confiance                      | 9 marzo 2018     |
| 6                   | Conséquences                               | 16 marzo 2018    |
| 7                   | Quelle genre de fille es-tu?               | 23 marzo 2018    |
| 8                   | Girl Power                                 | 30 marzo 2018    |
| 9                   | Tous ensemble                              | 6 aprile 2018    |
| Seconda stagione    |                                            |                  |
| 1                   | Laisse Daphné tranquille                   | 14 aprile 2018   |
| 2                   | Et laisse-moi aussi                        | 20 aprile 2018   |
| 3                   | Se rapprocher                              | 27 aprile 2018   |
| 4                   | Une nuit d’enfer                           | 29 aprile 2018   |
| 5                   | Tu penses qu'à toi                         | 4 maggio 2018    |
| 6                   | Élément perturbateur                       | 11 maggio 2018   |
| 7                   | Tu jures que tu bouges pas                 | 18 maggio 2018   |
| 8                   | T'es juste trop naïve                      | 25 maggio 2018   |
| 9                   | Les jours d'après                          | 1 giugno 2018    |
| 10                  | Jamais sortir du lit                       | 2 giugno 2018    |
| 11                  | Menacée                                    | 5 giugno 2018    |
| 12                  | Psychotage                                 | 15 giugno 2018   |
| 13                  | À jamais jeunes                            | 22 giugno 2018   |
| Terza stagione      |                                            |                  |
| 1                   | Je crois que je suis amoureux...           | 25 gennaio 2019  |
| 2                   | La curiosité                               | 1 febbraio 2019  |
| 3                   | Infiltration                               | 8 febbraio 2019  |
| 4                   | Le garçon qui avait peur du noir           | 15 febbraio 2019 |
| 5                   | Au même moment à l'autre bout de l'univers | 22 febbraio 2019 |
| 6                   | Insomnie                                   | 1 marzo 2019     |
| 7                   | Assumer                                    | 8 marzo 2019     |
| 8                   | Coup de tête                               | 15 marzo 2019    |
| 9                   | Les gens sont comme ils sont               | 22 marzo 2019    |
| 10                  | Minute par minute                          | 29 marzo 2019    |
| Quarta stagione     |                                            |                  |
| 1                   | Je te fais confiance                       | 5 aprile 2019    |
| 2                   | Juste toi et moi                           | 12 aprile 2019   |
| 3                   | (Presque) parfait                          | 19 aprile 2019   |
| 4                   | Un peu seule parfois                       | 26 aprile 2019   |
| 5                   | Friendzone                                 | 3 maggio 2019    |
| 6                   | La nature humaine                          | 10 maggio 2019   |
| 7                   | Mauvaise stratégie                         | 17 maggio 2019   |
| 8                   | Seule                                      | 24 maggio 2019   |
| 9                   | Mes looseuses préférées                    | 31 maggio 2019   |
| 10                  | Le jour de l'Aïd                           | 4 giugno 2019    |
| Quinta stagione     |                                            |                  |
| 1                   | Le début de la fin                         | 10 gennaio 2020  |
| 2                   | En silence                                 | 17 gennaio 2020  |
| 3                   | Tête de con                                | 24 gennaio 2020  |
| 4                   | Rien ne change                             | 31 gennaio 2020  |
| 5                   | Le temps de s'habituer                     | 7 febbraio 2020  |
| 6                   | Entre potes                                | 14 febbraio 2020 |
| 7                   | La sourd-Valentin                          | 15 febbraio 2020 |
| 8                   | Faire un choix                             | 21 febbraio 2020 |
| 9                   | Rapports de force                          | 28 febbraio 2020 |
| 10                  | Plus jamais pareil                         | 6 marzo 2020     |
| Sesta stagione      |                                            |                  |
| 1                   | Presque parfaite                           | 24 aprile 2020   |
| 2                   | La mif                                     | 1 maggio 2020    |
| 3                   | L'une pour l'autre                         | 8 maggio 2020    |
| 4                   | La descente                                | 15 maggio 2020   |
| 5                   | Un, deux, trois                            | 22 maggio 2020   |
| 6                   | Un grand vide                              | 29 maggio 2020   |
| 7                   | Mise au point                              | 5 giugno 2020    |
| 8                   | Virage                                     | 12 giugno 2020   |
| 9                   | La rechute                                 | 19 giugno 2020   |
| 10                  | L'ombre et la lumière                      | 26 giugno 2020   |
| Settima stagione    |                                            |                  |
| 1                   | Une autre vie                              | 22 gennaio 2021  |
| 2                   | Comme avant                                | 29 gennaio 2021  |
| 3                   | Au pied du mur                             | 5 febbraio 2021  |
| 4                   | Page blanche                               | 12 febbraio 2021 |
| 5                   | La famille                                 | 19 febbraio 2021 |
| 6                   | Un lien fort                               | 26 febbraio 2021 |
| 7                   | La peur au ventre                          | 28 febbraio 2021 |
| 8                   | Choisir sa vie                             | 5 marzo 2021     |
| 9                   | Princesse en détresse                      | 12 marzo 2021    |
| 10                  | Le village                                 | 19 marzo 2021    |
| Ottava stagione     |                                            |                  |
| 1                   | Sur le fil                                 | 7 maggio 2021    |
| 2                   | Rien d'exceptionnel                        | 14 maggio 2021   |
| 3                   | Les apparences                             | 21 maggio 2021   |
| 4                   | Comme chez vous                            | 28 maggio 2021   |
| 5                   | Jamais sans la MIF                         | 4 giugno 2021    |
| 6                   | Lâcher prise                               | 11 giugno 2021   |
| 7                   | Sous la carapace                           | 18 giugno 2021   |
| 8                   | Sans issue                                 | 25 giugno 2021   |
| 9                   | Le bruit qui court                         | 2 luglio 2021    |
| 10                  | Horizons                                   | 9 luglio 2021    |
| Nona stagione       |                                            |                  |
| 1                   | Tout va bien                               | 14 gennaio 2022  |
| 2                   | Des raisons                                | 21 gennaio 2022  |
| 3                   | Fissure                                    | 28 gennaio 2022  |
| 4                   | Un pas en avant                            | 4 febbraio 2022  |
| 5                   | La lune est magnifique                     | 11 febbraio 2022 |
| 6                   | Lola                                       | 18 febbraio 2022 |
| 7                   | Dégage                                     | 25 febbraio 2022 |
| 8                   | L'échappée belle                           | 4 marzo 2022     |
| 9                   | Le monde s'écroule                         | 11 marzo 2022    |
| 10                  | Je vous aime                               | 18 marzo 2022    |
| Decima stagione     |                                            |                  |
| 1                   | Le retour                                  | 13 maggio 2022   |
| 2                   | Piégée                                     | 20 maggio 2022   |
| 3                   | Ma faute                                   | 27 maggio 2022   |
| 4                   | Punching-ball                              | 3 giugno 2022    |
| 5                   | Deuxième round                             | 10 giugno 2022   |
| 6                   | Nos douleurs                               | 12 giugno 2022   |
| 7                   | Révélation                                 | 17 giugno 2022   |
| 8                   | Warrior                                    | 24 giugno 2022   |
| 9                   | L'épreuve finale                           | 1 luglio 2022    |
| 10                  | Promo 2022                                 | 2 luglio 2022    |
| Undicesima stagione |                                            |                  |
| 1                   | Faux départ                                | 10 marzo 2023    |
| 2                   | Pas si seule                               | 17 marzo 2023    |
| 3                   | Bad trip                                   | 24 marzo 2023    |
| 4                   | Tout brûler                                | 25 marzo 2023    |
| 5                   | Mauvaise                                   | 31 marzo 2023    |
| 6                   | Plus la même                               | 7 aprile 2023    |
| 7                   | Sur le fil                                 | 14 aprile 2023   |
| 8                   | La meilleure solution                      | 21 aprile 2023   |
| 9                   | A bout de souffle                          | 28 aprile 2023   |
| 10                  | Préparer la suite                          | 5 maggio 2023    |
| Dodicesima stagione |                                            |                  |
| 1                   | La première fois                           | 12 maggio 2023   |
| 2                   | Jamais simple                              | 19 maggio 2023   |
| 3                   | Garder la face                             | 26 maggio 2023   |
| 4                   | La bonne personne                          | 2 giugno 2023    |
| 5                   | Envie d'avoir envie                        | 9 giugno 2023    |
| 6                   | Perte d'orientation                        | 12 giugno 2023   |
| 7                   | Qui tu es                                  | 16 giugno 2023   |
| 8                   | La vie rêvée                               | 23 giugno 2023   |
| 9                   | Épanoui                                    | 30 giugno 2023   |
| 10                  | Staycations                                | 7 luglio 2023    |